# 삼성 갤럭시 S6 엣지 플러스
갤럭시 S6 엣지 플러스(Samsung Galaxy S6 Edge+)는 삼성전자에서 개발하여 판매하는 안드로이드 스마트폰이다. 2015년 8월 13일 삼성 언팩 2015에서 공개되어, 8월 20일 출시되었다.

## 디자인과 하드웨어
갤럭시 S6 엣지 플러스는 갤럭시 S6 엣지의 파생형 모델로 전반적인 디자인은 갤럭시 S6 엣지와 패밀리룩을 이루고 있으며 갤럭시 S6 엣지와는 디자인 차이점은 전무하다. 갤럭시 S6 엣지 플러스는 알루미늄 합금으로 만들어진 일체형 프레임을 사용한다. AP 사양 S6 엣지와 동일한 삼성 엑시노스 7420을 사용한다. ARM Cortex-A57 쿼드코어 CPU와 ARM Cortex-A53 쿼드코어 CPU에 big.LITTLE 솔루션을 적용한 HMP 모드 지원 옥타코어 CPU와 ARM Mali-T760 옥타코어 GPU를 사용한다. RAM은 LPDDR4 SDRAM 방식이며 4 GB이다. 이는 삼성전자의 모바일 기기 중 갤럭시 노트 5와 같이 최초로 4 GB RAM을 탑재한 것이다. 내장 메모리는 32 GB와 64 GB로 나뉘며 갤럭시 S6 엣지와 동일하게 낸드 플래시를 eMMC 규격이 아닌 UFS 2.0 규격을 사용한다. 디스플레이는 5.7인치 WQHD 해상도를 지원하며 패널은 Quad HD Super AMOLED Dual-Edge 디스플레이를 사용한다. 이는 같이 공개된 갤럭시 노트5와 동일한 크기이며 픽셀 배열은 다이아몬드 형태 RG-BG 펜타일 서브픽셀 방식이다. 지원 이동통신의 경우, LTE Cat.10과 LTE Cat.6 모델이 있다. 우선, 업로드 최대 속도는 Cat.10이 100 Mbps, Cat.6가 50 Mbps이며, 다운로드 최대 속도는 Cat.10이 450 Mbps, Cat.6가 300 Mbps이다. 3 Band 캐리어 어그리게이션과 TD-LTE의 경우 서비스하는 이동통신사에 따라 추가적으로 지원하며, VoLTE를 지원한다. 배터리 용량은 내장형 3000 mAh이다. 이는 디스플레이랑 크기가 커지면서 내부적으로도 공간이 남기 때문에 배터리로 늘린 것이다. 갤럭시 S6 엣지의 2600 mAh보다 약 400 mAh가량 증가하였다. 충전방식의 경우 자기유도 방식인 Qi 규격과 자기유도 방식이나, 최근 자기공진 방식의 A4WP와 호환성을 강화한 PMA 규격을 동시에 지원하는 무선충전 기술과 급속충전 기술을 적용하였다. 그리고 갤럭시 노트 5에 탑재된 고속 무선충전 기술또한 도입하여 2시간이면 100% 충전되는 효율을 가지고 있다. 후면 카메라는 OIS 기술이 적용된 카메라 모듈에 삼성전자 시스템 LSI 사업부 아이소셀 S5K2P2 센서와 소니 엑스모어 IMX240 센서를 혼용하여 1,600만 화소 카메라를 탑재했다. 이는 갤럭시 S6 엣지와 동일한 카메라 센서이며 여기에 조리개 밝기도 F/1.9로 세팅되어 사실상 갤럭시 S6 & 갤럭시 S6 엣지와 동일한 후면 카메라 사양을 가지고 있다. 이외에도 갤럭시 노트 5와 동일하게 동영상 촬영 시 흔들림을 방지하는 VDIS 기술을 적용했다. 전면 카메라는 삼성전자 시스템 LSI 사업부 아이소셀 S5K4E6 센서의 500만 화소 카메라를 탑재했으며 갤럭시 S6 엣지와 마찬가지로 조리개 밝기가 F/1.9로 유지되었다. 에어리어 방식의 지문인식 솔루션이 전면 홈 버튼에 탑재되어 있다. 또한, 심장 박동 인식 센서가 갤럭시 S6 엣지와 동일한 형태로 탑재되어 있으며 입출력 전송 규격이 USB 2.0으로 바뀌었다.

## 운영체제/소프트웨어

### 안드로이드 5.1.1 롤리팝
소프트웨어는 5.1.1 롤리팝으로 최초 출시되었다. 화면의 가장자리에서 스와이프하면 연락처으로 갈 수 있다. 다섯 연락처는 색으로 구분되며 장치가 아래로 향하게 될 때, 만곡면은 전화를 거는 상대의 색으로 점등된다. 또한 야간 시계 기능또한 탑재되었다. 또한 삼성전자가 루프페이와 공동 개발한 삼성페이 모바일 결제 시스템을 삼성전자 제품중 최초로 탑재하기도 하였다.

### 안드로이드 6.0.1 마시멜로
2016년 2월 24일 대한민국에서 갤럭시 S6 엣지 플러스(SM-G928S/K/L)모델에 대해 6.0.1 마시멜로의 업데이트가 진행되었다. 최초 펌웨어 버전은 6.0.1로 약 1.2 GB의 용량을 가진 펌웨어의 설치를 OTA와 스마트 스위치를 통한 유선 업그레이드 모두 지원된다.

### 안드로이드 7.0 누가
2017년 4월 6일 대한민국에서 갤럭시 S6 엣지 플러스(SM-G928S/K/L)모델에 대해 7.0 누가의 업데이트가 진행되었다. 최초 펌웨어 버전은 7.0으로 약 1.3 GB의 용량을 가진 펌웨어의 설치를 OTA와 스마트 스위치를 통한 유선 업그레이드 모두 지원된다. KT모델의 경우 업데이트 후 Olleh O에서 kt로 변경되었다.

## 색상
- 블랙 사파이어
- 화이트 펄
- 골드 플래티넘
- 실버 티타늄

## 변종
현재 갤럭시S6 엣지 플러스 64GB 모델은 독일, 네덜란드 일부 소매점에서 판매되고 있다. 갤럭시S6 엣지 플러스 저장 용량은 128GB 모델이 출시됐던 갤럭시S6 엣지와는 달리 32GB/64GB로만 출시된다. 갤럭시S6 엣지 플러스는 대한민국에서도 32GB 모델만 판매되고 있으며 출고가는 93만9400원이다.